# Charlie Blackmon
Charles Cobb Blackmon (Dallas, Texas, 1 de julio de 1986), más conocido como Charlie Blackmon, es un exjugador profesional estadounidense de béisbol que se desempeñó en la posición de jardinero derecho en las Grandes Ligas de Béisbol (MLB). Logró obtener dos Bates de Plata.

## Carrera
Blackmon comenzó a jugar como profesional en Colorado Rockies, equipo donde jugó catorce temporadas (2011-2024), y en el que se retiró.

## Premios
Fue galardonado con el Bate de Plata en dos oportunidades (2016 y 2017).